# Noel Buck
Noel Buck, né le 5 avril 2005 à Arlington dans le Massachusetts, est un footballeur anglais qui joue au poste de milieu central au Revolution de la Nouvelle-Angleterre.

## Biographie

### En club
Né à Arlington, dans l'état du Massachusetts aux États-Unis, Noel Buck est formé au Revolution de la Nouvelle-Angleterre, qu'il rejoint en 2017 en provenance du New England FC. Le 18 janvier 2022, il signe son premier contrat professionnel en tant que Homegrown Player.
Buck fait ses débuts en équipe première le 14 août 2022, lors d'une rencontre de MLS face à D.C. United. Il entre en jeu et son équipe s'impose par un but à zéro. Buck inscrit son premier but pour le club le 4 septembre 2022, à l'occasion d'une rencontre de MLS face au New York City FC. Titulaire, il contribua à la victoire de son équipe par trois buts à zéro. Ce but, à 17 ans et 152 jours, fait de lui le deuxième plus jeune buteur de l'histoire du Revolution de la Nouvelle-Angleterre, après Diego Fagúndez, qui détient toujours le record.
Il fait sept apparitions avec l'équipe première en 2022, étant davantage utilisé avec l'équipe réserve du club. C'est lors de la saison 2023 qu'il s'impose en équipe première, se révélant par ailleurs comme l'un des joueurs les plus prometteurs du championnat.

### En sélection
Noel Buck est éligible pour représenter les États-Unis, l'Angleterre et le Pays de Galles.
En septembre 2023, Buck est convoqué pour la première fois avec l'équipe d'Angleterre des moins de 19 ans. Il décide de répondre favorablement à cette convocation, tandis qu'il n'a jamais été appelé avec les États-Unis en sélection de jeunes.
Il joue son premier match avec cette sélection le 6 septembre 2023, en entrant en jeu lors d'un match perdu face à l'Allemagne (1-0 score final). Buck se montre décisif dès son deuxième match avec cette sélection, le 9 septembre 2023 face à la Suisse. Titulaire, il marque son premier but d'une frappe lointaine du pied gauche, et contribue à la victoire de son équipe par quatre buts à deux.